# 環日本海諸国図
環日本海諸国図（かんにほんかいしょこくず）は、富山県により作成・刊行された地図である。富山市を中心に、従来の地図とは南北を逆として日本および東アジアの周辺諸国を描いている。中国やロシアといった周辺国に対する日本の重心が、同地域に存在することを示すために作成された。初版は1994年であるが、2012年に環日本海・東アジア諸国図として改版された。その見た目から「逆さ地図」とも呼称される。

## 刊行の経緯
同地図は富山県が、空路や海路といった国際ルートの整備を促進すべく、環日本海交流の拠点としての同地域の重要性について強調するために刊行したものである。1993年、国土地理院が日本の面積重心が富山県沖にあると発表したことがきっかけであり、当時の富山県知事である中沖豊が、日本テレビ社長である小林與三次と対談した際に「日本海沿岸は、かつて大陸からの文化が入ってくる表玄関だった。発想の転換が必要だ。地図をさかさまにしてみると富山が日本の中心だ」と意気投合したことが直接的な契機となった。同県の企画用地課が地域振興政策の行政資料として作成を企画し、日本地図センターおよび東京カートグラフィックが製作実務を担当した。平田・金澤・橋本(1995)は、環日本海諸国図の制作意図について以下のように説明する。
（日本海沿岸の）都市は、1945年の第二次世界対戦〔ママ〕終了まで大陸との交流のための重要な拠点であったが、その後の東西両陣営の対立の中で、地理的には至近の位置にありながら積極的な交流を望めない時期が続いた。しかし、我が国経済の発展と、東西対立の解消等から、ここ数年来日本にとっても大陸諸国にとっても互いに積極的に交流する機運が高まり、日本海側の日本の各都市と大陸の各都市との国際航空路線やフェリー国際航路等の開設が続いている。（中略）日本の国内では、太平洋側の都市から日本海を見るのでなく、日本海側の都市から太平洋側を見て、地域の結びつきや交流を改めて考え直す発想の転換が求められている。これらの問題を検討するための基礎資料としての地図には適切な既存のものがなく、目的に適合した新しい地図を調製する必要が痛感されるようになった。
地図の作成にあたっては、富山市からの方位および距離が正しく求められる投影法として、富山県庁を投影中心とする斜軸正距方位図法が選択された。また、机上に広げたり、壁に提示するにあたっての便宜のため、用紙の規格はB1版となり、縮尺は日本海沿岸および国土の西南端から東北端、大陸の主要都市を包含することのできる350万分の1縮尺が選ばれた。地図作成にあたっての原図としては、国土地理院の300万分の1「日本とその周辺」地図およびアメリカ国家地理空間情報局国防地図庁作成の地図データベースであるDigital Chart of the Worldが用いられた。1994年7月に調製が完了し、翌1995年12月より県刊行物センターで販売が開始された。

### 環日本海・東アジア諸国図
2012年には、環日本海諸国図を改版するかたちで、「環日本海・東アジア諸国図」が新たに刊行された。富山-台北便が就航し、従来一部分しか描画していなかった台湾との交流が増えたことがその契機であり、縮尺を350万分の1から450万分の1に変更することで、台湾全土および香港・広州といった中国南部、西安・重慶といった中国西部などを表示範囲に加えた。東海北陸自動車道や北陸新幹線といった、新しく整備された交通網が反映されたほか、ボストチヌイ港や羅津港といった国外の主要港も新たに描画された。また、日本国内の市町村合併も反映された。また、2016年4月からは、富山県刊行物センターだけでなく、富山県立近代美術館をはじめとする県内各美術館・博物館のミュージアムショップ、東京都内のアンテナショップであるいきいき富山館・日本橋とやま館などでも販売されるようになった。

## 受容

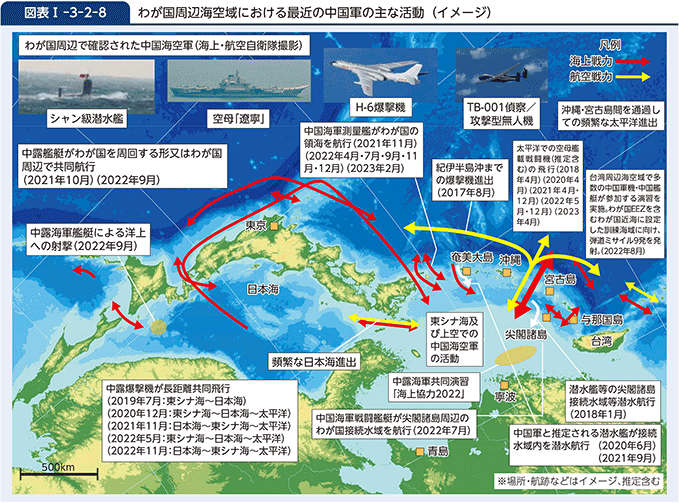
2023年度『防衛白書』より、「わが国周辺海空域における最近の中国軍の主な活動（イメージ）」の挿図

富山県は環日本海諸国図に着想を得るかたちで、環日本海地域をひとつの圏域とみなす地域学である「日本海学」を提唱し、2001年3月に「日本海学シンポジウム」を開催した。また、読売新聞の2004年の記事は、県航空対策課の職員が富山-上海便の誘致のため上海航空を訪れ、誘致交渉の資料として同図を用いている様子を紹介している。
しかし、環日本海諸国図は、その見た目の珍しさから、本来の意図を離れる形で著名となった。その契機となったのは、歴史学者の網野善彦が同地図を積極的に取り上げたことである。彼は2000年の著作である、『日本の歴史〈00〉「日本」とは何か』の口絵として同地図を採用し、「この地図を見ると、北海道、本州、四国、九州等の島々を領土とする『日本国』が、海を国境として他の地域から隔てられた『孤立した島国』であるという日本人に広く浸透した日本像が、まったくの思い込みでしかない虚像であることが、だれの目にもあきらかになる」と、同地図を「日本」という国民国家のイメージが、明治以降の近代国家によって構築されたものにすぎないことを端的に示すものであるとして積極的に評価した。また、朝日新聞の記者である高山修一は、2001年の記事で環日本海諸国図について「網野善彦さんを囲む勉強会で存在を知り、求めた」としながら、同地図は従来の太平洋を軸とする日本観を覆し、地理だけでなく歴史・国際関係・環境問題などに対しても新しい観点を提示するものであると論じた。同地図は2002年2月までに6100枚を売上げ、2003年度には「発想の転換を説く」だまし絵の一種として、学校図書出版の中学2年生国語教科書に採用された。
また、環日本海諸国図は防衛省・自衛隊によって、安全保障について考える上で有用な地図であると理解された。時事通信の2021年の記事によれば、同地図は「20年ほど前から、日本列島が大陸側からどう映るかを視覚的に理解するため使われるように」なり、当初は対ロシアの文脈で、のちに中国の海洋政策について論じる文脈で用いられた。たとえば、2021年の『防衛白書』には、大陸を下にした日本周辺の地図が、中国軍の艦艇や航空機の動向を解説するために挿入されている。日本経済新聞の2023年の記事が紹介するところによれば、ある同省幹部は、「逆さ地図」を見れば、日本が中国の海洋進出にとって「いかに邪魔かがわかる」か述べたという。2021年5月26日の衆議院内閣委員会においては大西健介が「日本の領土というのを考える上で非常に示唆的」なものとして環日本海・東アジア諸国図を取り上げ、現在公海となっている津軽海峡の安全保障について国務大臣の小此木八郎に質問したほか、2023年4月26日の同経済産業委員会では田嶋要が、同地図を「誰でも知っている」ものとして取り上げ、国内の原子力発電所の安全保障上の懸念について、内閣総理大臣の岸田文雄に質問した。

## 関連リンク
- 環日本海・東アジア諸国図（通称：逆さ地図）の掲載許可、販売について - 富山県